# Jüdischer Friedhof (Lüxheim)
Der Jüdische Friedhof von Lüxheim, einem Ortsteil der Gemeinde Vettweiß im Kreis Düren (Nordrhein-Westfalen), liegt versteckt zwischen Bäumen am Abhang des östlichen Neffelbachufers, hart an der Gemarkungsgrenze zu Eggersheim.
Der Friedhof ist in der ersten Hälfte des 19. Jahrhunderts entstanden, als in Lüxheim etwa 15 % der Bevölkerung Juden waren. Zur Gemeinde gehörten aber auch Glaubensbrüder aus verschiedenen umliegenden Dörfern, die um die Jahrhundertwende zum 20. Jahrhundert in Lüxheim eine Synagoge bauten. Bei den Novemberpogromen des Jahres 1938 wurde die Synagoge abgebrannt und der Friedhof wurde geschändet. Alle Grabsteine wurden damals umgestürzt, an vielen die Schriftplatten mit der Spitzhacke zerstört. Nach dem Zweiten Weltkrieg sind 35 Grabsteine wieder aufgestellt worden. Nach den noch lesbaren Beschriftungen ist die älteste Beerdigung hier 1883 und die letzte 1934 vorgenommen worden.
Ein nach dem Krieg aufgestellter Gedenkstein für drei Tote trägt die Beschriftung Umgekommen im Konzentrationslager.

## Weblinks

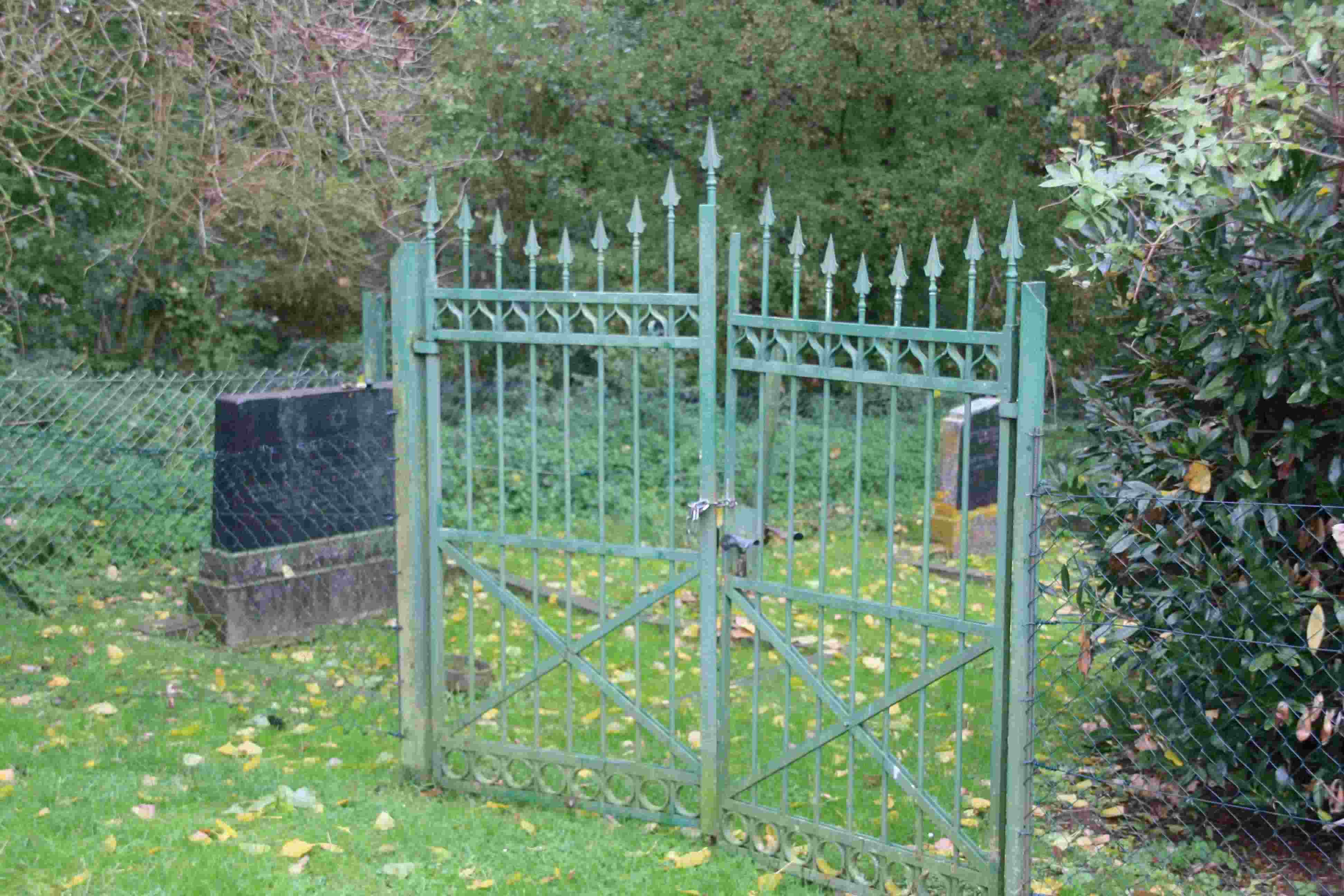
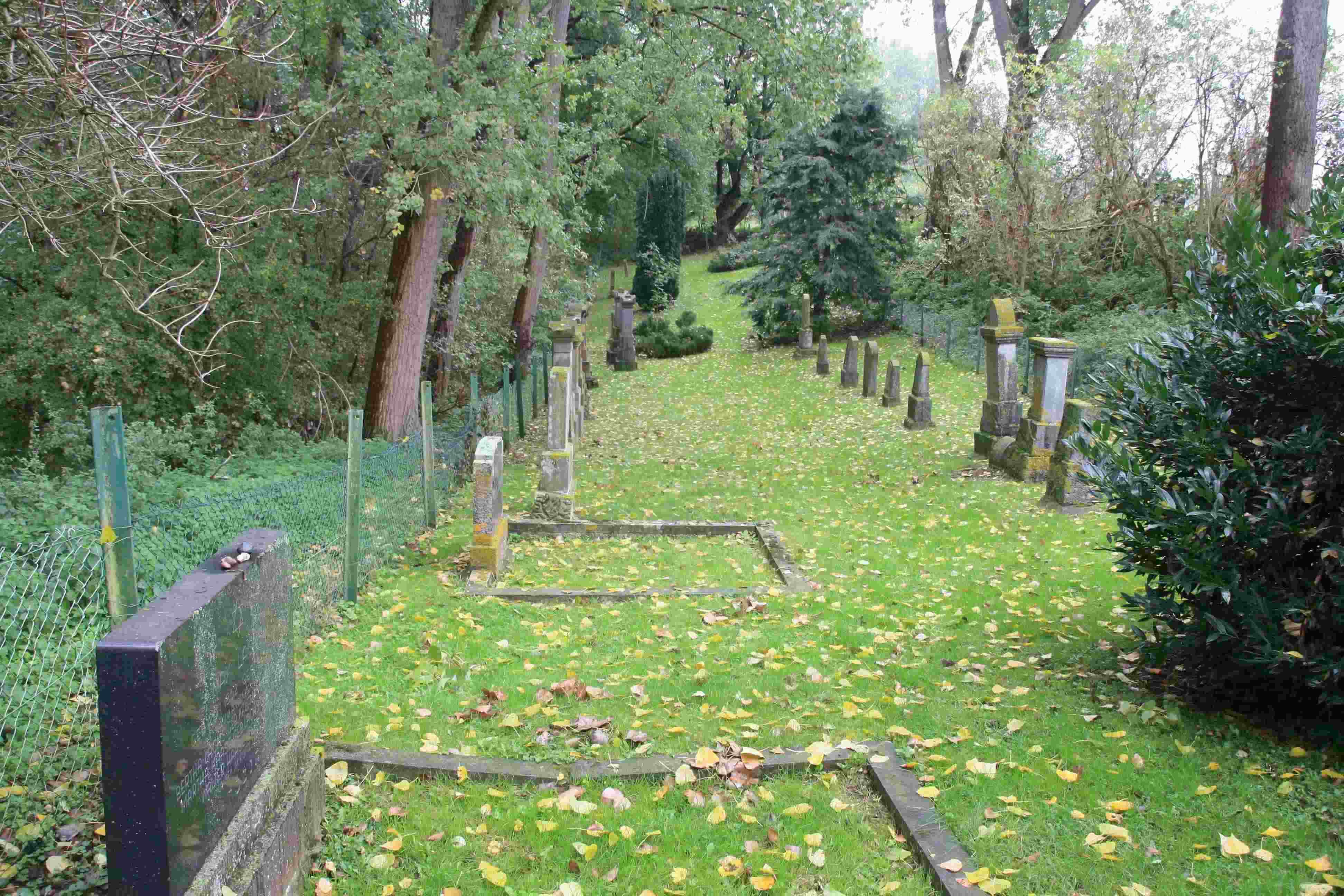
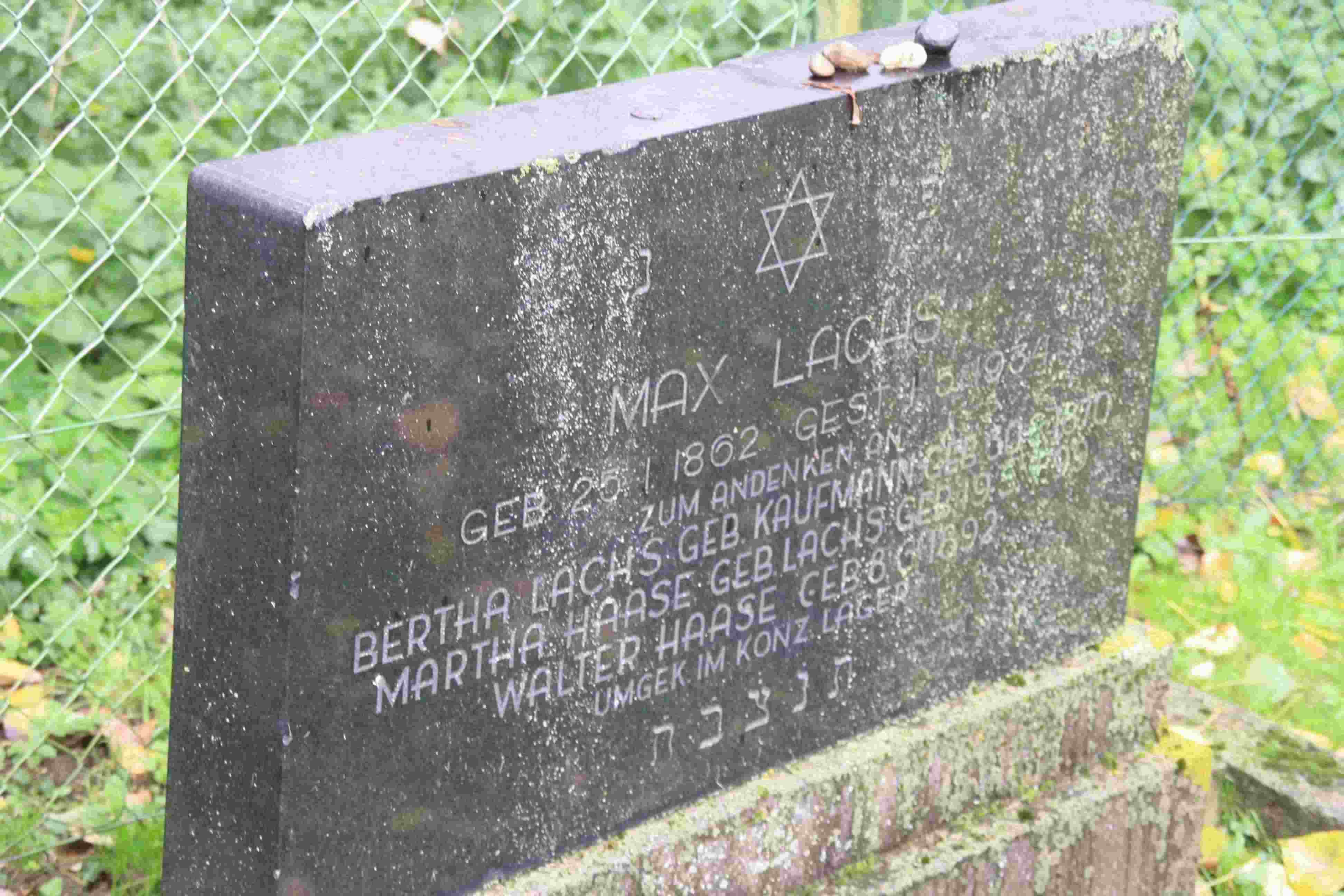
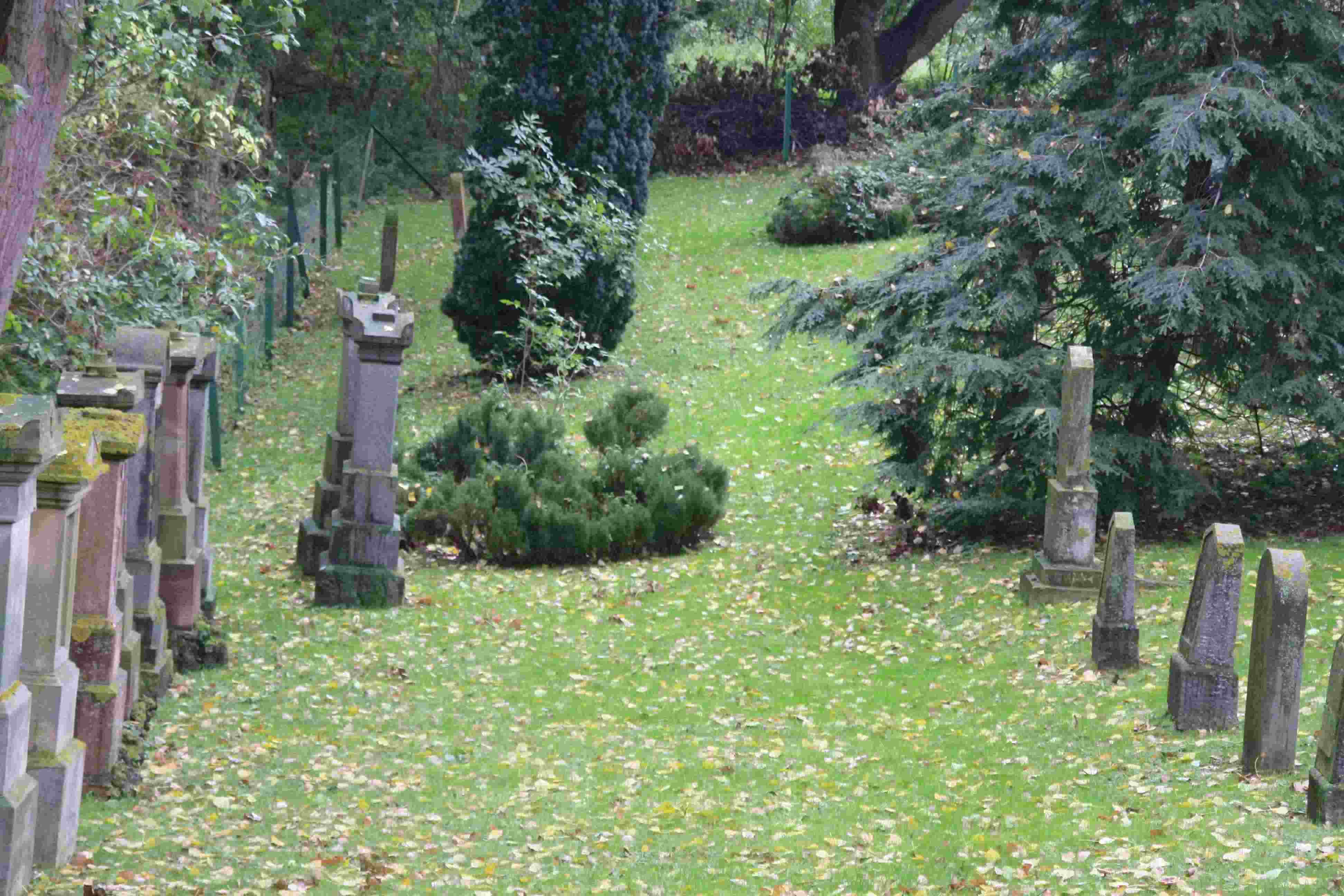